# Landkreis Dingolfing
Der Landkreis Dingolfing war ein Landkreis in Niederbayern, der 1972 im Landkreis Dingolfing-Landau aufging.

## Geographie

### Lage
Das Gebiet des früheren Landkreises Dingolfing gehört naturräumlich zum Niederbayerischen Hügelland und wird von annähernd parallel von Westen nach Osten verlaufenden Flusstälern von Aiterach, Isar, Vils und Kollbach durchzogen.

### Nachbarkreise
Der Landkreis grenzte 1972 im Uhrzeigersinn im Nordwesten beginnend an die Landkreise Mallersdorf, Straubing, Landau an der Isar, Eggenfelden, Vilsbiburg und Landshut.

## Geschichte

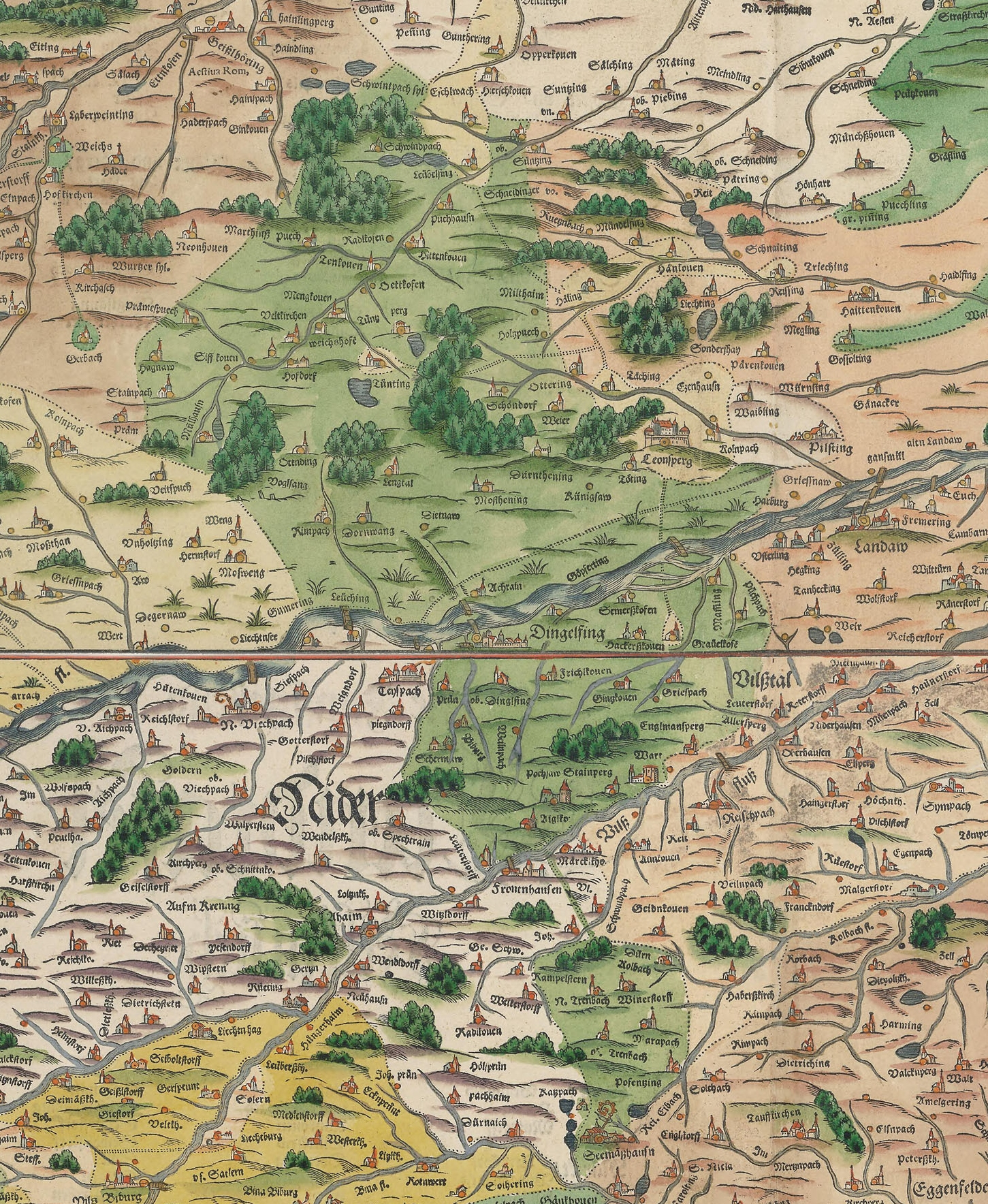
Landgericht Dingolfing auf den Landtafeln 11 und 15 von Philipp Apian 1568

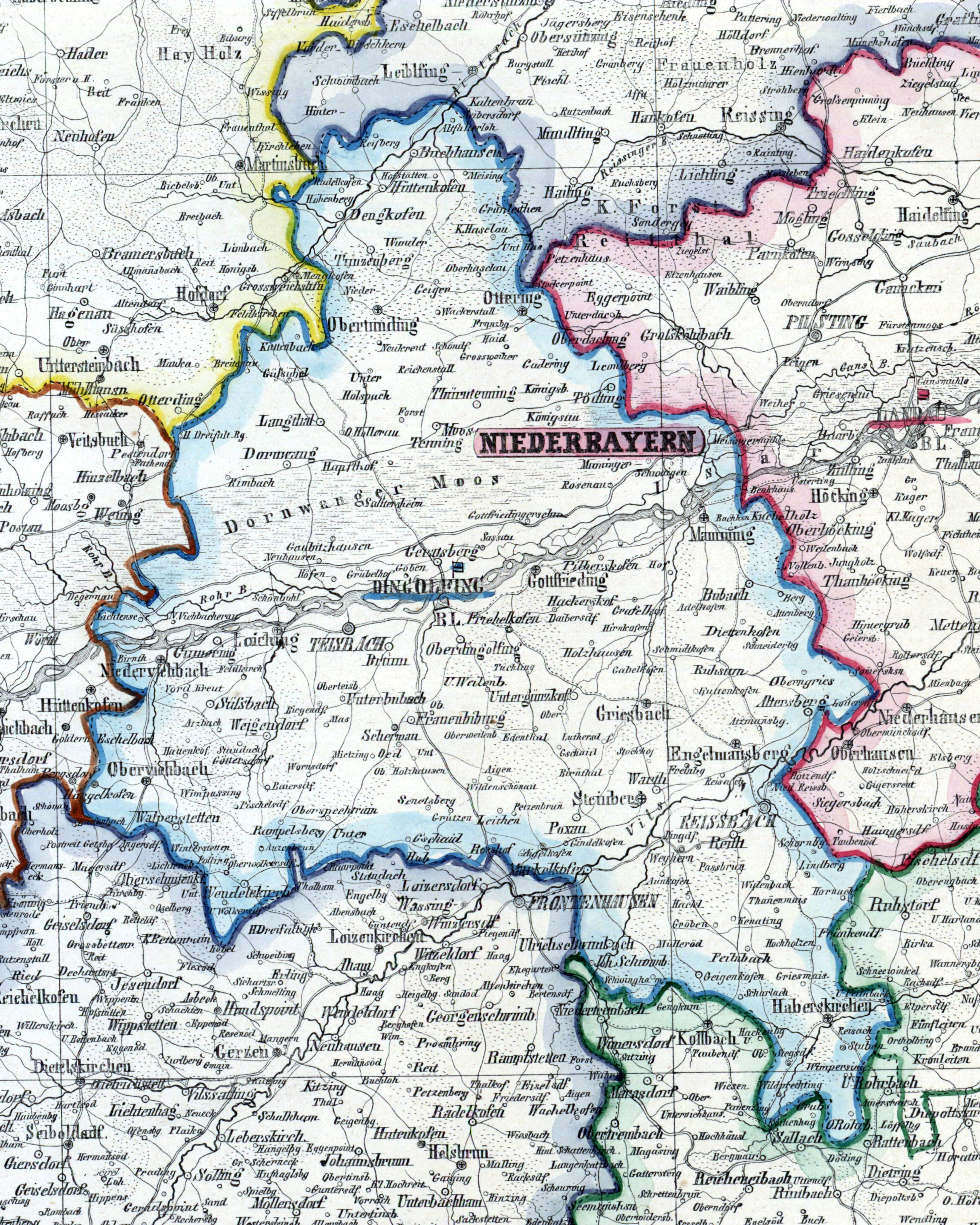
Bezirksamt Dingolfing 1860 auf der atlasartigen Administrativ-Karte vom Königreiche Bayern Gustav Wenng

### Vor 1862
Das Gebiet des heutigen Landkreises Dingolfing-Landau gehörte zur Römerzeit zur römischen Provinz Raetia bzw. zu deren späteren Teilprovinz Vindelicia mit Sitz in Augusta Vindelicorum (Augsburg). Vor bereits mehr als 1000 Jahren gehörte das Gebiet zum Älteren baierischen Stammesherzogtum.
1803 wurde im Osten späteren Kreisgebiet das Landgericht Landau an der Isar errichtet, das ab 1808 zum Unterdonaukreis (ab 1838 Kreis Niederbayern, der spätere Regierungsbezirk) gehörte. Die westlichen und südlichen Gebiete, früher Landgericht Teisbach, gehörten zum Landgericht Vilsbiburg, die nördlichen zum Landgericht Pfaffenberg (der damalige Sitz Pfaffenberg ist heute Ortsteil der Stadt Mallersdorf-Pfaffenberg). Aus Teilen der genannten drei Landgerichte wurde 1838 das Landgericht Dingolfing errichtet (bzw. wiedererrichtet, da es dieses früher schon mal gab). Aus dem restlichen, größeren Teil des Landgerichts Landau/Isar wurde das Landgericht Osterhofen gebildet. Zum 1838 wieder errichteten Landgericht Dingolfing musste Vilsbiburg die Gemeinden Dornwang, Loiching, Marklkofen, Niederviehbach und Teisbach abgeben. Die meisten Gemeinden jedoch kamen vom Landgericht Landau an das wieder errichtete Landgericht Dingolfing.

### Bezirksamt
1862 entstanden im Zuge der Trennung von Justiz und Verwaltung auf unterer Ebene die Bezirksämter Dingolfing und Landau neben den bisherigen gleichnamigen Landgerichtsbezirken, wobei das Landgericht Dingolfing einige Gemeinden abgab, die fortan den Gerichtsbezirk Arnstorf bildeten, der dem Bezirksamt Eggenfelden zugeordnet wurde. Dabei ist zu beachten, dass „Bezirksamt“ in der bayerischen Verwaltungssprache dem heutigen Landkreis entsprach, während „Kreis“ die mittlere Verwaltungsebene, also den heutigen „Bezirk“ meinte. Das Gebiet Osterhofen kam seinerzeit zum Bezirksamt Vilshofen.

### Landkreis
Am 1. Januar 1939 wurde wie sonst überall im Deutschen Reich die Bezeichnung Landkreis eingeführt. So wurde aus dem Bezirksamt der Landkreis Dingolfing.

### Gemeindezusammenlegungen
Die Gemeinde Hackerskofen wurde 1946 nach Gottfrieding eingemeindet. Die ebenfalls 1946 auf Anordnung der örtlichen Dienststelle der US-Militärregierung durchgeführte Eingemeindung von Weichshofen nach Mengkofen (1946 hatte der ehemalige Landkreis also nur 31 Gemeinden) wurde zwischen 1947 und 1949 wieder rückgängig gemacht. Bis zum 31. Dezember 1970 hatte der Landkreis 32 Gemeinden.
Im Rahmen der Gebietsreform in Bayern wurden vom 1. Januar 1971 bis zum 1. Januar 1972 19 weitere Gemeinden aufgelöst, und der Landkreis Dingolfing hatte am Vorabend seiner Auflösung nur noch 13 Gemeinden.

### Kreisreform
Am 1. Juli 1972 wurde der Landkreis Dingolfing aufgelöst und vollständig in den Landkreis Untere Isar integriert. Dieser wurde am 1. Mai 1973 in Landkreis Dingolfing-Landau umbenannt. Dazu kamen noch Gemeinden der damaligen Landkreise Vilsbiburg (Frontenhausen und Rampoldstetten, das am 1. Mai 1978 nach Frontenhausen eingemeindet wurde) und Mallersdorf (Martinsbuch, das am 1. Juli 1972 nach Mengkofen eingemeindet wurde, sowie Mühlhausen und Süßkofen, die am 1. Mai 1978 nach Mengkofen eingemeindet wurden). Weitere Gemeinden wurden an den Rändern des Landkreises Landau an der Isar ein- oder ausgegliedert.

## Einwohnerentwicklung
| Jahr | Einwohner | Quelle |
| ---- | --------- | ------ |
| 1864 | 20.717    | [ 8 ]  |
| 1885 | 23.049    | [ 9 ]  |
| 1900 | 22.087    | [ 10 ] |
| 1910 | 23.207    | [ 10 ] |
| 1925 | 24.300    | [ 11 ] |
| 1939 | 24.683    | [ 12 ] |
| 1950 | 35.347    | [ 13 ] |
| 1960 | 34.100    | [ 14 ] |
| 1971 | 34.900    | [ 15 ] |

## Politik
Von der amerikanische Militärregierung wurde am 2. Mai 1945 der Buchdruckereibesitzer Anton Maier als Landrat in Dingolfing eingesetzt. Im folgenden Jahr wurde erstmals der Kreistag demokratisch gewählt, welcher am 26. Juni 1946 Kurt Lückenhaus und zwei Jahre später Robert Kaufmann zum Landrat wählte. Erst 1952 wurde ein Landrat direkt gewählt: Josef Hastreiter war bis 1972 Landrat des Landkreises Dingolfing. Mit 49,8 Prozent der Stimmen unterlag er 1972 Fritz Ettengruber, der somit erster Landrat des Landkreises Untere Isar wurde.

### Bezirksamtmänner/Bezirksoberamtmänner bis 1938, Landräte ab 1939
- 1. November 1912 – 30. November 1919 Lorenz Quaglia
- 1. Dezember 1919 – 31. Mai 1923 Wilhelm Ott
- 1. Juni 1923 – 31. Mai 1944 Robert Kaufmann
- 1. Juni 1944 – Mai 1945 Adolf Daßler

## Gemeinden
Der 1953 eingeführte Amtliche Gemeindeschlüssel lautete 09233 (09 für Bayern, 2 für den Regierungsbezirk Niederbayern, und 33 für den Landkreis innerhalb des Regierungsbezirks).
Vor dem Beginn der Gebietsreform in Bayern im Jahre 1971 hatte der Landkreis Dingolfing 32 Gemeinden. Diese Zahl war seit dem 1. Januar 1946, als Hackerskofen nach Gottfrieding eingemeindet wurde, konstant geblieben.

Landkreis Dingolfing nach Gemeinden
(32 Gemeinden zum Gebietsstand
6. Juni 1961. Dieser Gebietsstand war vom 1. Januar 1946 bis zum 31. Dezember 1970 bis auf kleinere Grenzverschiebungen zwischen einzelnen Gemeinden weitgehend stabil.)

| AGS      | (Ehemalige) Gemeinde | Fläche ha | Bevölkerung 1961 | eingemeindet am | eingemeindet nach           |
| -------- | -------------------- | --------- | ---------------- | --------------- | --------------------------- |
| 09233111 | Bubach               | 1481,85   | 448              | 1. Jan. 1972    | Mamming                     |
| 09233112 | Dingolfing           | 1800,77   | 10456            | fortbestehend   |                             |
| 09233113 | Dornwang             | 863,27    | 426              | 1. Jan. 1972    | Lengthal                    |
| 09233114 | Englmannsberg        | 1350,23   | 453              | 1. Apr. 1971    | Reisbach                    |
| 09233115 | Frauenbiburg         | 2306,78   | 887              | 1. Jan. 1972    | Dingolfing, Marklkofen      |
| 09233116 | Gottfrieding         | 2708,72   | 1326             | fortbestehend   |                             |
| 09233117 | Griesbach            | 1586,57   | 733              | 1. Jan. 1972    | Reisbach                    |
| 09233118 | Haberskirchen        | 2087,65   | 819              | 1. Mai 1978     | Reisbach                    |
| 09233119 | Hofdorf              | 968,91    | 387              | 1. Jan. 1972    | Mengkofen                   |
| 09233120 | Hüttenkofen          | 697,98    | 306              | 1. Mai 1978     | Mengkofen                   |
| 09233121 | Lengthal             | 1911,95   | 866              | 1. Mai 1978     | Moosthenning                |
| 09233122 | Loiching             | 1127,88   | 1155             | fortbestehend   |                             |
| 09233123 | Mamming              | 2667,71   | 1652             | fortbestehend   |                             |
| 09233124 | Marklkofen           | 1276,05   | 1234             | fortbestehend   |                             |
| 09233125 | Mengkofen            | 458,18    | 853              | fortbestehend   |                             |
| 09233126 | Moosthenning         | 618,10    | 434              | fortbestehend   |                             |
| 09233127 | Niederreisbach       | 1031,46   | 699              | 1. Apr. 1971    | Reisbach                    |
| 09233128 | Niederviehbach       | 1908,87   | 1591             | fortbestehend   |                             |
| 09233129 | Oberviehbach         | 1054,01   | 398              | 1. Apr. 1971    | Niederviehbach              |
| 09233130 | Ottering             | 1731,35   | 769              | 1. Mai 1978     | Moosthenning                |
| 09233131 | Poxau                | 999,60    | 603              | 1. Jan. 1971    | Marklkofen                  |
| 09233132 | Puchhausen           | 1181,92   | 469              | 1. Jan. 1972    | Mengkofen                   |
| 09233133 | Reisbach             | 205,77    | 1494             | fortbestehend   |                             |
| 09233134 | Reith                | 1316,98   | 464              | 1. Apr. 1971    | Reisbach, Marklkofen        |
| 09233135 | Rimbach              | 829,53    | 293              | 1. Jan. 1972    | Lengthal                    |
| 09233136 | Steinberg            | 736,51    | 800              | 1. Jan. 1971    | Marklkofen                  |
| 09233137 | Teisbach             | 915,12    | 1309             | 1. Jan. 1972    | Dingolfing                  |
| 09233138 | Thürnthenning        | 1085,18   | 523              | 1. Jan. 1971    | Moosthenning                |
| 09233139 | Tunding              | 574,82    | 319              | 1. Jan. 1971    | Mengkofen                   |
| 09233140 | Tunzenberg           | 924,86    | 375              | 1. Jan. 1971    | Mengkofen                   |
| 09233141 | Weichshofen          | 317,07    | 345              | 1. Jan. 1971    | Mengkofen                   |
| 09233142 | Weigendorf           | 2770,64   | 1011             | 1. Apr. 1971    | Loiching                    |
| 09233    | Landkreis Dingolfing | 41312,69  | 33897            | 1. Juli 1972    | Landkreis Dingolfing-Landau |

1. 1 2  Lengthal wurde seinerseits am 1. Mai 1978 nach Moosthenning eingemeindet
2. ↑  Weichshofen wurde bereits am 1. Januar 1946 durch die örtliche Dienststelle der US-Militärregierung nach Mengkofen eingemeindet. Dies wurde zwischen 1947 und 1949 jedoch wieder rückgängig gemacht.
3. ↑  Amtliche Fläche des Landkreises Dingolfing. Die Summe der Gemeindeflächen ergibt allerdings 41.494,89 Hektar.

Am 1. Mai 1978 wurde der Ortsteil Altfalterloh aus der Gemeinde Mengkofen, Gemarkung Puchhausen, in die Gemeinde Leiblfing des Landkreises Straubing-Bogen umgegliedert.

## Kfz-Kennzeichen
Das Kfz-Kennzeichen DGF wurde am 1. Juli 1956 eingeführt und später für den neuen Landkreis Dingolfing-Landau beibehalten. Es wird im Landkreis Dingolfing-Landau durchgängig bis heute ausgegeben.